# Kujō Michiie
Kujō Michiie (九条道家, anche Fujiwara no Michiie (藤原道家); 28 luglio 1193 – 1º aprile 1252) è stato un poeta giapponese waka del primo periodo Kamakura.
Era il padre di Kujō Yoritsune e Yoritsune e nipote di Kujō Kanezane (noto anche come Fujiwara no Kanezane). Il suo terzo figlio Ichijō Sanetsune fu il padre fondatore della famiglia Ichijō, mentre il suo secondo figlio Nijō Yoshizane fondò la famiglia Nijō.
Suo padre era Kujō Yoshitsune (Michiie era il figlio maggiore), sua madre era la figlia di Ichijō Yoshiyasu e la nipote di Minamoto no Yoritomo. Sua moglie legale era Rinko, figlia di Saionji Kintsune. Ha costruito il tempio Tōfuku-ji a Kyoto.
La famiglia Kujō era sponsor del Santuario Kitano.

## Biografia
Era profondamente amato da suo nonno, Kujō Kanezane, che lo adottò. Il 3 aprile 1203, contemporaneamente alla cerimonia del Genpuku (cerimonia giapponese per il raggiungimento della maggiore età), gli fu conferito il grado di corte di Shogoinoge (Senior Fifth Rank, Lower Grade). Continuò a essere promosso a Jiju (ciambellano), Sachusho (maggiore generale delle guardie del palazzo interno, divisione di sinistra), con il grado di Jusanmi (terzo grado junior) e Gon-chunagon (consigliere intermedio provvisorio). Quando suo padre, Yoshitsune, morì improvvisamente nella primavera del 1206, ereditò la sua posizione.
Fece sposare sua sorella maggiore, Kujō Risshi, con il principe imperiale Morinari (in seguito divenuto imperatore Juntoku), che deteneva il titolo di principe ereditario, nel marzo 1209. Continuò ad essere promosso a Sadaisho (generale delle guardie del palazzo interno, divisione di sinistra), Gon-dainagon (consigliere maggiore provvisorio), Naidaijin (Gran Ministro del Centro) e Udaijin (Ministro della destra). Inoltre, una volta che l'imperatore Chūkyō, nacque tra l'imperatore Juntoku e sua sorella maggiore, divenne il consigliere del principe ereditario. Ha assistito quando suo zio Kujō Yoshisuke è morto ed è stato promosso a Sadaijin (Ministro della Sinistra) entro dicembre 1218. Da quando divenne un parente stretto di Kintsune Saionji, ebbe una profonda relazione con il Kamakura bakufu (governo feudale giapponese guidato dallo shogun), ricevette forte sostegno dal bakufu.
Nel 1219, Kujō Michiie offrì un emakimono chiamato "Kitano Tenjin Engi Emaki" (pergamena illustrata della storia del santuario Kitano) al santuario Kitano. Nel 1223 diede una versione più estesa della storia al santuario.
Quando Minamoto no Sanetomo, il terzo shōgun dello shogunato Kamakura, fu assassinato da suo nipote, il sacerdote buddista Kugyō (Minamoto no Yoshinari) nel gennaio 1219, Yoshitoki Hojo, che era il reggente dello shogunato, chiese al terzo figlio di Michiie, Yoritsune, di diventare il quarto shogun, poiché la madre di Michiie era la lontana parente di Yoritomo. Michiie seguì questo ordine e fece in modo che Yoritsune si trasferisse a Kamakura nel giugno dello stesso anno. Nell'aprile successivo, l'imperatore Juntoku andò in pensione, l'imperatore Chūkyō salì al trono e Michiie divenne Sesshō (reggente). La relazione tra il Bakufu e la corte si deteriorò a causa della morte di Sanetomo, ciò provocò la guerra Jōkyū. La vittoria dell'esercito bakufu portò all'esilio dell'imperatore Chūkyō e Michiie perse il titolo di Sesshō.
Dopo la guerra, suo figlio Yoritsune divenne shōgun e Michiie divenne Kanpaku (consigliere principale dell'imperatore) nel dicembre 1228. Fece sposare la sua figlia maggiore, Sonshi Kujō, con l'imperatore Go-Horikawa.
Sua figlia maggiore, Sohekimon-in, diede alla luce il principe imperiale Mitsuhito (divenuto poi imperatore Shijō), e quando il principe imperiale salì al trono come imperatore nell'ottobre 1232, Michiie ottenne il pieno potere come zio materno e suo figlio maggiore, Norizane, divenne il Sesshō. Tuttavia, poiché Norizane morì all'inizio di marzo 1235, Michiie divenne di nuovo Sesshō. Di conseguenza, la famiglia Kujo regnò come la famiglia più potente all'interno della corte imperiale, ma poiché la famiglia Konoe si oppose con veemenza a ciò, Michiie fece sposare sua figlia, Jinshi, con Konoe Kanetsune nel 1237.
Divenne monaco buddista nel 1238 e governò come Taikō (padre del consigliere imperiale). Fece in modo che sua nipote (figlia di Norizane), Genshi Kujō, diventasse nyōgo dell'imperatore Shijō. Tuttavia, l'imperatore Shijō morì alla giovane età di dodici anni nel 1242. Michiie suggerì suo nipote, il principe Tadanari, che era il principe imperiale dell'imperatore Juntoku come prossimo imperatore, ma Hōjō Yasutoki si oppose all'ascesa della linea di sangue del capo della ribellione Jōkyū e promosse il principe Kunihito (il futuro imperatore Go-Saga).
Nel 1246, suo figlio, lo shogun Kujō Yoritsune, intendeva nominare come prossimo imperatore il principe Masanari licenziando il reggente Hōjō Tokiyori. Tokiyori rovesciò Kujō e i figli prima della loro azione e rimandò il principe imperiale Masanari a Takaya nella provincia di Tajima e Michiie perse la sua posizione.
Il piano per rovesciare il bakufu da parte di suo nipote, Fujiwara no Yoritsugu (lo shogun di quinta generazione) e del clan Ashikaga fu rivelato alla fine del 1251 e Michiie divenne un sospetto coinvolto nel piano. Michiie morì l'8 aprile dell'anno successivo all'età di 60 anni.